# Reial Escola Nàutica
La Reial Escola Nàutica o Estudi de pilots d'Arenys de Mar, va ser una escola nàutica que formava a pilots amb graduació d'oficials de la Real Armada, que fou fundada per Josep Baralt i Torres a  Arenys de Mar  el 30 abril de 1780 i que va romandre operativa fins al 1874.

## Història
La promulgació de la disposició del 12 d'octubre de 1778, que havia acabat amb el monopoli dels ports del sud d'Espanya (Sevilla i Cadis), va fer progressar la navegació atlàntica de la marina catalana. La necessitat de disposar pilots, la intervenció dels quals era legalment imprescindible per a les rutes d'ultramar, van ser el motiu pel qual molts pares de família i el gremi de Sant Elm d'Arenys de Mar sol·licitessin a Josep Baralt l'establiment d'una Escola de Pilots.
Josep Baralt era la persona adequada, ja que, a part de la seva llarga experiència i de la condició de primer pilot amb graduació d'oficial de la Reial Armada, tenia una formació excel·lent. La idea li va semblar bona i va començar els tràmits legals perquè fos autoritzada aquesta escola, que finalment va obtenir. El permís d'obertura li va arribar amb caràcter provisional el 7 de març de 1779 i, de manera definitiva el 30 d'abril de 1780.

### Escola de Nàutica
L'escola va iniciar les seves activitats el 7 d'abril de 1782 a Arenys. Les primeres classes les va impartir a casa seva, al carrer de l'Església, com resa una placa actualment visible en la seva façana. Només en instruments nàutics, Josep Baralt va gastar la quantitat de 2.491 lliures.
En poc temps es va fer petita i el 1783 es va traslladar a un edifici situat al Camí Ral (carretera general cap a França) a la part de llevant de la població i era coneguda vulgarment amb el nom d'"Estudi dels Pilots". En aquesta escola, com consta en el llibre de registre d'alumnes, s'hi van formar prop de dos mil·lers de pilots que van fer la carrera d'Índies. Procedien de tota Catalunya, de les Balears, d'Alacant, de Tortosa, d'Andalusia, de Biscaia (12), de Galícia (10), de França i Portugal (10) i fins i tot de les colònies d'Amèrica (7). La quota era de 8 pessetes mensuals. Al curs del 3 de febrer de 1807 hi consta d'una assistència de 93 alumnes.
Aquesta Escola va obtenir la "Reial Aprovació" l'any 1783, va guanyar la condició i categoria d'Escola Nàutica de la "província marítima", amb la Reial Protecció el 1792 i finalment l'any 1802 rep la distinció de Reial Escola Nàutica.
Una prova de la importància de la potència nàutica de la vila d'Arenys de Mar és que el 1786 hi havia 59 naus que feien el trajecte al nou continent, totes elles construïdes en les cinc drassanes d'Arenys i patronejades per pilots sortits de l'Escola Nàutica.

### Reial Escola Nàutica
El 22 d'octubre de 1802, vint anys després de la fundació de l'Escola de Nàutica, el rei Carles IV i la seva família pernoctaren a Arenys de Mar allotjant-se en les cases de Can Ramis i de Pau (avui Cabirol); coneixedor el rei de la importància de l'Escola Nàutica va voler conèixer personalment Josep Baralt, que li va ser presentat per Josep de Olózoga, capità del port de Barcelona i per Pere de Ayala, ajudant militar i de marina d'Arenys de Mar. El rei, completament satisfet per les explicacions que se li van donar, va decretar que l'Escola es titulés "Reial" i va nomenar a Josep Baralt, Tinent Major de l'Armada i li va atorgar el privilegi d'onejar en la façana el "penó reial". El 22 de febrer de 1806 Josep Baralt va ser nomenat ajudant militar de Marina i Capità del port d'Arenys, càrrec que va ocupar fins a la seva mort.
Aleshores, l'Estudi, que gairebé no es podia mantenir econòmicament, passà a mans de Francesc de Pàdua Farrucha, natural de Cartagena. Tot i que hi invertí unes sumes de diners considerables, en aprovar-se l'ordre d'incorporar l'ensenyament de nàutica als instituts de segon ensenyament l'escola hagué de tancar les portes.
No obstant això, després d'unes quantes temptatives frustrades, el 1869, tornà a obrir les portes amb Joan Monjo i Pons al capdavant.
Tot i això, el transport per ferrocarril, la progressiva pèrdua de les colònies d'ultramar i l'aparició dels vaixells de vapor, produeixen la decadència de la navegació de vela. Les mestrances d'Arenys desapareixen o queden reduïdes a la construcció de barques de poc tonatge. El 1874, tanca definitivament les portes la Reial Escola Nàutica.

## Alumnes famosos[1]
- Josep Xifré i Casas
- Andreu Guri i Sala
- Joan Monjo i Pons
- Joan Maristany i Galceran